# Equator
Equator — музичний альбом гурту Uriah Heep. Виданий квітень 1985 року лейблом Bronze Records. Загальна тривалість композицій становить 46:20. Альбом відносять до напрямку прогресивний рок.

## Список пісень
1. Rockarama — 4:20
2. Bad Blood — 3:33
3. Lost One Love — 4:40
4. Angel — 4:47
5. Holding On — 4:20
6. Party Time — 4:20
7. Poor Little Rich Girl — 6:25
8. Skools Burning — 4:25
9. Heartache City — 4:59
10. Night of the Wolf — 4:31